# Сундман (лунный кратер)
Кратер Сундман (лат. Sundman) — крупный ударный кратер в экваториальной области обратной стороны Луны. Название присвоено в честь финского математика Карла Зундмана (1873—1949) и утверждено Международным астрономическим союзом в 1970 г. 

## Описание кратера
Ближайшими соседями кратера являются кратер Мис на северо-западе; кратер Эйнштейн на севере-северо-востоке и кратер Бор на востоке-северо-востоке. На востоке от кратера находится долина Бора. Селенографические координаты центра кратера 10°46′ с. ш. 91°41′ з. д. / 10,76° с. ш. 91,69° з. д., диаметр 41,0 км, глубина 2,2 км.
Кратер Сундман имеет близкую к циркулярной форму, значительно разрушен и перекрыт породами выброшенных при образовании Моря Восточного. Вал сглажен, северо-восточная и юго-восточная части вала спрямлены. Юго-западная и юго-восточная оконечности вала перекрыты приметными чашеобразными кратерами, на севере к кратеру Сундман примыкает безымянный кратер схожего размера, участок вала в месте примыкания кратера полностью разрушен. Дно чаши пересеченное, без приметных структур.
Несмотря на расположение на обратной стороне Луны при благоприятной либрации кратер доступен для наблюдения с Земли, однако под низким углом и в искаженной форме.

## Сателлитные кратеры
| Сундман | Координаты                                            | Диаметр, км |
| ------- | ----------------------------------------------------- | ----------- |
| J       | 8°50′ с. ш. 90°14′ з. д. / 8,84° с. ш. 90,24° з. д.   | 10,3        |
| V       | 11°58′ с. ш. 93°34′ з. д. / 11,96° с. ш. 93,56° з. д. | 17,9        |

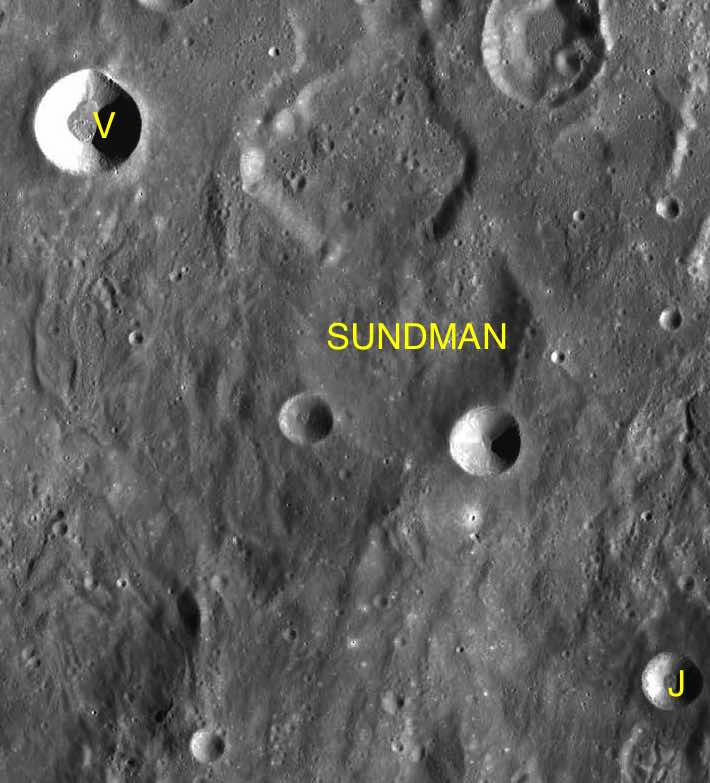
Фрагмент карты LAC-72.

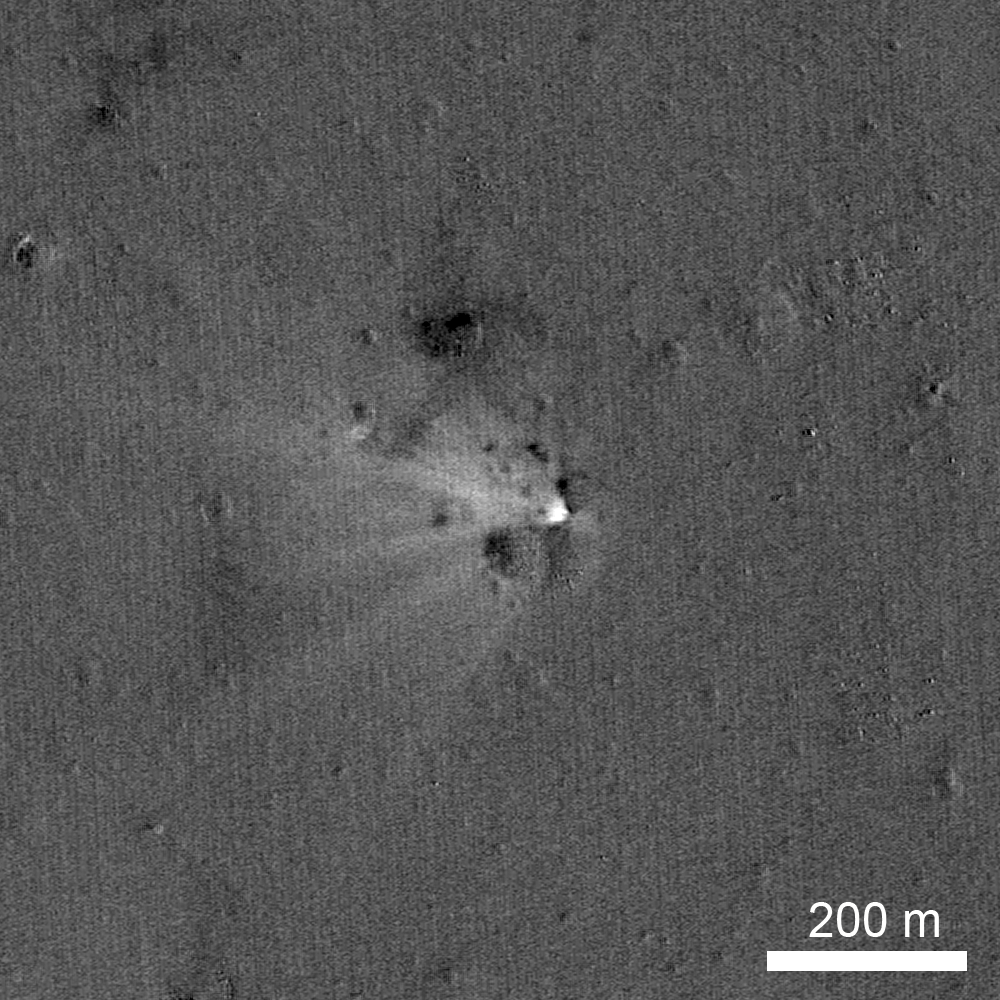
Кратер образовавшийся в районе восточной части вала сателлитного кратера Сундман V после падения зонда LADEE. Снимок Lunar Reconnaissance Orbiter.

- Сателлитный кратер Сундман J окружен породами с низким альбедо.

## Места посадок космических аппаратов
- 18 апреля 2014 года в области восточной части вала сателлитного кратера Сундман V после завершения программы работа и планового схода с орбиты столкнулся с поверхностью Луны зонд LADEE.